# JYP Entertainment
JYP Entertainment ist eine südkoreanische Künstler- und Talentagentur sowie ein Plattenlabel.

## Geschichte
Gegründet wurde JYP Entertainment im Jahre 1997 von Park Jin-Young.

## Unternehmensdaten
Das Plattenlabel hat seinen Hauptsitz in Seoul. Nebensitze existieren in Peking, Tokyo und New York City. Mit einem Markenwert von 115,8 Millionen US-Dollar ist JYP Entertainment mittlerweile eines der wertvollsten Plattenlabels Südkoreas geworden.

## Tochtergesellschaften

### AQ Entertainment
Das Sublabel AQ Entertainment wurde am 9. Dezember 2013 aufgelöst. Die gemanagten Künstler Miss A und Baek A-yeon werden seitdem direkt von JYP Entertainment gemanagt.

### J. Tune Entertainment
J. Tune Entertainment wurde im November 2007 von Rain gegründet und war ein Sublabel von JYP Entertainment. Der Ableger J. Tune Camp managte MBLAQ. Im November 2013 wurde J. Tune vollständig in JYP integriert. Rain verließ das Label und unterschrieb bei Cube DC.

### SQU4D
2021 gegründet. Lee Ji-young (Director). Gruppe: Nmixx.

### Studio J
2015 gegründet. Künstler: Day6 und Xdinary Heroes.

## Liste der Künstler

### Aktive Künstler/Gruppen
| Künstler       | Status         |
| -------------- | -------------- |
| J.Y. Park      | Debüt 1994     |
| 2PM            | Gegründet 2008 |
| Baek A Yeon    | Debüt 2012     |
| NakJoon        | Debüt 2014     |
| Day6           | Gegründet 2015 |
| Twice          | Gegründet 2015 |
| Suzy           | Debüt 2017     |
| Boy Story      | Debüt 2017     |
| Stray Kids     | Gegründet 2017 |
| Yubin          | Debüt 2018     |
| Itzy           | Debüt 2019     |
| NiziU          | Gegründet 2020 |
| Xdinary Heroes | Debüt 2021     |
| Nmixx          | Debüt 2022     |
| Vcha           | Debüt 2024     |
| KickFlip       | Debüt 2025     |

### Ehemalige Künstler/Gruppen
| Künstler     | Status              |
| ------------ | ------------------- |
| 15&          | 2012–2019           |
| JJ Project   | Gegründet 2012–2021 |
| Got7         | Gegründet 2014–2021 |
| Jus2         | Debüt 2019–2021     |
| missA        | Auflösung 2017      |
| Wonder Girls | Auflösung 2017      |
| San E        | Auflösung 2013      |
| Joo          | Auflösung 2015      |
| Somi         | 2016–2018           |